# Raid over Moscow
Raid over Moscow ist ein Computerspiel aus dem Jahr 1984 für Atari-Heimcomputer, Commodore 64, Amstrad CPC, BBC Micro, ZX Spectrum, Enterprise 128 und Apple II. Das Spiel wurde von der Firma Access Software entwickelt und in Europa von U.S. Gold vertrieben. Es wurde auch unter dem Titel Raid veröffentlicht.
Das Spiel wurde während des Kalten Krieges auf den Markt gebracht und ist ein Actionspiel, bei dem der Spieler versuchen muss, drei Angriffe der Sowjetunion auf Nordamerika abzuwehren, um dann das nukleare Moskauer Waffenarsenal zu zerstören.
Das Spiel wurde 1985 auf den Index der jugendgefährdenden Schriften gesetzt. 2010 wurde die Indizierung aufgehoben.

## Handlung
Das Spiel beginnt mit einer Warnung, dass eine nukleare Rakete in einer sowjetischen Stadt gezündet wurde und sich auf dem Weg nach Nordamerika befindet. Der Spieler befindet sich zu Beginn des Spieles in der Halle, in der sich amerikanische Raumschiffe befinden. Davon muss er mindestens eins vorsichtig aus dem Hangar fliegen. Die Bildschirmdarstellung wechselt und stellt die Erde aus einer niedrigen Erdumlaufbahn dar. Der Spieler steuert das Raumschiff nun in Richtung der Stadt, aus der der Angriff kommt. Alternativ kann der Spieler entscheiden, mehr verfügbare Raumschiffe aus dem Hangar zu fliegen, um diese vor dem Hangar als Ersatzmaschinen zu parken. Unterdessen vergeht die Zeit weiter bis zum Einschlag des russischen Flugkörpers.
Nun versucht der Pilot mit seinem Raumschiff durch die feindlichen Verteidigungslinien zu kommen und um die zahlreichen Raketensilos zu fliegen und Hindernissen auszuweichen. Wenn er sein Ziel erreicht, wechselt erneut die Bildschirmansicht. Verliert der Spieler auf dem Weg sein Leben, beginnt das Spiel wieder im Hangar, wobei die verbleibende Zeit weiter vergeht. Hat der Spieler allerdings noch freie Raumfahrzeuge außerhalb der Raumstation geparkt, geht das Spiel dort weiter, wo der Spieler sein letztes Raumschiff verloren hat.
Der letzte Teil dieser Phase beinhaltet die Zerstörung des Raketensilos.
Die Sowjets starten zwei weitere Raketenangriffe und alle müssen in der gleichen Weise abgewehrt werden. Nach der dritten Angriffswelle beginnt der zweite Teil des Spiels.
In der zweiten Phase des Spiels werden die Piloten zu Fußsoldaten, die vor der Fassade des Kremls weiter kämpfen. Mit einem Mörser müssen sie die richtige von fünf Türen sprengen, um zum Zentrum der Anlage zu kommen. Sobald die Tür geöffnet ist, erreichen die Soldaten den Weg zum Kernreaktor und damit die letzte Stufe des Spiels.